# آل شواح (مكيراس)

تعديل مصدري - تعديل

ال شواح هي إحدى قرى عزلة مكيراس بمديرية مكيراس التابعة لمحافظة البيضاء، بلغ تعداد سكانها 80 نسمة حسب تعداد اليمن لعام 2004.